# NGC 5852
NGC 5852 (другие обозначения — MCG 2-38-45, ZWG 77.10, NPM1G +13.0396, PGC 53974) — галактика в созвездии Волопас.
Этот объект входит в число перечисленных в оригинальной редакции «Нового общего каталога».